# Rosseltalbahn
| Saarbrücken Messebahnhof |                                                                           |                                                |                                                |
| Streckennummer: | 3232 (Saarbrücken–Hostenbach) 3236 (Fürstenhausen–Warndt)                 |                                                |                                                |
| Kursbuchstrecke (DB): | 265c (Reichskursbuch 1944)                                                |                                                |                                                |
| Kursbuchstrecke: | 263a (Saarbrücken Hbf – Hostenbach 1946) Fürstenhausen – Großrosseln 1946 |                                                |                                                |
| Streckenlänge: | 29,9 km                                                                   |                                                |                                                |
| Spurweite: | 1435 mm (Normalspur)                                                      |                                                |                                                |
| Stromsystem: | 15 kV, 16,7 Hz ~                                                          |                                                |                                                |
| |                                                                           |                                                |                                                |
| \| \| \| von Mannheim und von Sarreguemines \| \| \| \| 0,0 \| Saarbrücken Hbf (Bft) \| 208 m \| \| \| \| nach Wemmetsweiler \| \| \| \| \| nach Trier \| \| \| \| 1,9 \| Bundesstraße 51 \| Bundesstraße 51 \| \| \| \| Saarbahn-Anschlussstelle mit Systemtrennstelle \| \| \| \| 2,3 \| Saar \| Saar \| \| \| 2,5 \| Bundesautobahn 620 \| Bundesautobahn 620 \| \| \| 3,2 \| nach Forbach \| nach Forbach \| \| \| 3,5 \| Schanzenberg-Tunnel (250 m) \| Schanzenberg-Tunnel (250 m) \| \| \| 3,9 \| Saarbrücken Messebahnhof Saarbahn zur Messe \| Saarbrücken Messebahnhof Saarbahn zur Messe \| \| \| 5,2 \| Gersweiler \| Gersweiler \| \| \| 9,5 \| Kokerei Fürstenhausen \| Kokerei Fürstenhausen \| \| \| 9,8 0,0 \| Fürstenhausen \| Fürstenhausen \| \| \| \| \| \| \| \| \| Rossel \| \| \| \| 3,4 \| Geislautern \| Geislautern \| \| \| \| Rossel \| \| \| \| 5,7 \| Velsen \| Velsen \| \| \| \| Rossel \| \| \| \| 7,3 \| Großrosseln \| Großrosseln \| \| \| 13,7 \| Warndt Grube \| Warndt Grube \| \| \| \| \| \| \| \| 13,0 \| Wehrdener Tunnel (104 m) \| Wehrdener Tunnel (104 m) \| \| \| 13,8 \| Wehrden \| Wehrden \| \| \| 14,2 \| von Völklingen \| von Völklingen \| \| \| 16,2 \| Hostenbach \| Hostenbach \| \| \| \| nach Thionville \| \| \| \| \| Saar \| \| \| \| \| von Saarbrücken \| \| \| \| 18,6 \| Bous (Saar) \| Bous (Saar) \| \| \| \| nach Trier \| \| \| \| \| \| \| \| Quellen: [1] \| \| \| \| ORM-Karte |                                                                           |                                                |                                                |
| Strecke |                                                                           | von Mannheim und von Sarreguemines             | von Mannheim und von Sarreguemines             |
| Bahnhof | 0,0                                                                       | Saarbrücken Hbf (Bft)                          | 208 m                                          |
| Abzweig geradeaus, nach rechts und von rechts |                                                                           | nach Wemmetsweiler                             | nach Wemmetsweiler                             |
| Abzweig geradeaus und nach rechts |                                                                           | nach Trier                                     | nach Trier                                     |
| Strecke mit Straßenbrücke | 1,9                                                                       | Bundesstraße 51                                | Bundesstraße 51                                |
| Abzweig geradeaus und von links |                                                                           | Saarbahn-Anschlussstelle mit Systemtrennstelle | Saarbahn-Anschlussstelle mit Systemtrennstelle |
| Brücke über Wasserlauf | 2,3                                                                       | Saar                                           | Saar                                           |
| Brücke | 2,5                                                                       | Bundesautobahn 620                             | Bundesautobahn 620                             |
| Abzweig geradeaus und nach links | 3,2                                                                       | nach Forbach                                   | nach Forbach                                   |
| Tunnel | 3,5                                                                       | Schanzenberg-Tunnel (250 m)                    | Schanzenberg-Tunnel (250 m)                    |
| Haltepunkt / Haltestelle | 3,9                                                                       | Saarbrücken Messebahnhof Saarbahn zur Messe    | Saarbrücken Messebahnhof Saarbahn zur Messe    |
| ehemaliger Haltepunkt / Haltestelle | 5,2                                                                       | Gersweiler                                     | Gersweiler                                     |
| Abzweig geradeaus, ehemals nach links und ehemals von links | 9,5                                                                       | Kokerei Fürstenhausen                          | Kokerei Fürstenhausen                          |
| Dienststation / Betriebs- oder Güterbahnhof | 9,8 0,0                                                                   | Fürstenhausen                                  | Fürstenhausen                                  |
| Verschwenkung von links · Verschwenkung von rechts |                                                                           |                                                |                                                |
| Brücke über Wasserlauf · Brücke über Wasserlauf |                                                                           | Rossel                                         | Rossel                                         |
| Strecke · ehemaliger Haltepunkt / Haltestelle | 3,4                                                                       | Geislautern                                    | Geislautern                                    |
| Strecke · Brücke über Wasserlauf |                                                                           | Rossel                                         | Rossel                                         |
| Strecke · ehemaliger Haltepunkt / Haltestelle | 5,7                                                                       | Velsen                                         | Velsen                                         |
| Strecke · Brücke über Wasserlauf |                                                                           | Rossel                                         | Rossel                                         |
| Strecke · Dienststation / Betriebs- oder Güterbahnhof | 7,3                                                                       | Großrosseln                                    | Großrosseln                                    |
| Strecke · Betriebs-/Güterbahnhof Streckenende | 13,7                                                                      | Warndt Grube                                   | Warndt Grube                                   |
| Verschwenkung nach links |                                                                           |                                                |                                                |
| Tunnel | 13,0                                                                      | Wehrdener Tunnel (104 m)                       | Wehrdener Tunnel (104 m)                       |
| ehemaliger Haltepunkt / Haltestelle | 13,8                                                                      | Wehrden                                        | Wehrden                                        |
| Abzweig geradeaus und von rechts | 14,2                                                                      | von Völklingen                                 | von Völklingen                                 |
| Dienststation / Betriebs- oder Güterbahnhof | 16,2                                                                      | Hostenbach                                     | Hostenbach                                     |
| Abzweig ehemals geradeaus und nach links |                                                                           | nach Thionville                                | nach Thionville                                |
| Brücke über Wasserlauf (Strecke außer Betrieb) |                                                                           | Saar                                           | Saar                                           |
| Abzweig ehemals geradeaus und von rechts |                                                                           | von Saarbrücken                                | von Saarbrücken                                |
| Bahnhof | 18,6                                                                      | Bous (Saar)                                    | Bous (Saar)                                    |
| Strecke |                                                                           | nach Trier                                     | nach Trier                                     |
| |                                                                           |                                                |                                                |
| Quellen: |                                                                           |                                                |                                                |

Die Rosseltalbahn ist eine normalspurige, bis Wehrden (Hallerbrücke) zweigleisige Nebenbahn im Saarland.

## Verlauf
Die Rosseltalbahn teilt sich hinter dem Hauptbahnhof Saarbrücken auf der linken Saarseite von der Forbacher Bahn ab, durchläuft den Schanzenberg-Tunnel und führt unmittelbar dahinter vorbei am Saarbrücker Messegelände. Hinter der Straßenbahnhaltestelle Ludwigstraße ist die Rosseltalbahn über eine Rampe, wo sich eine Systemtrennstelle befindet, mit der Saarbrücker Innenstadtstrecke verknüpft. Sie diente früher vor allem dem Kohleverkehr zur Grube Warndt. Nach etwa zehn Kilometern trennt sich die Strecke in den Ast Richtung Wadgassen–Werbeln–Überherrn und den etwa 13 Kilometer langen Streckenabschnitt ins Rosseltal nach Großrosseln. Ab dort wurde sie 1962 bis zur Grube Warndt bei Karlsbrunn verlängert. Die bereits 1907 angelegte Verbindung ab Hostenbach zurück über die Saar nach Bous wurde nach Sprengung der Eisenbahnbrücke bei Bous über die Saar zum Ende des Zweiten Weltkrieges nicht wiederhergestellt.

## Verkehr
Von Eröffnung der Strecke im Jahre 1907 bis zur Stilllegung der Grube Warndt-Luisenthal war diese Strecke mit Güterzügen viel befahren, seit 1963 sogar elektrifiziert. In diesem Jahr wurde die neue Grube Karlsbrunn mit den Kohlezügen der Rosseltalbahn angefahren (Warndtkohlenbahn). Der bis zum Zweiten Weltkrieg rege Personalverkehr ging wie überall in der Fläche kontinuierlich zurück.
Eine Besonderheit hatte die Strecke Saarbrücken–Großrosseln aufzuweisen: Auf ihr verkehrten bis 1948 die Wittfeld-Akkumulatortriebwagen AT 3.
1976 wurde der Personenverkehr auf der Schiene eingestellt und die Bahnhöfe geschlossen. Bis in die Mitte der 1980er Jahre wurden noch einige Gelegenheitsfahrten für den Personenverkehr durchgeführt. Das mit Streckeneröffnung erbaute, repräsentative Empfangsgebäude der Preußischen Staatsbahn in Gersweiler ist ein markantes Beispiel für die historistische Bahnhofsarchitektur im Kaiserreich. Zu der Gesamtanlage gehörte auch eine Kastanienallee. Das unter Denkmalschutz stehende Gebäude wurde 1986 privatisiert und gibt im Unterschied zu den restlichen Empfangsgebäuden dieser Strecke, die teilweise wegen Baufälligkeit abgerissen wurden, einen Eindruck der ehemaligen Pracht wieder.
Auf dem Streckenabschnitt Fürstenhausen–Hostenbach wurde Anfang der 1990er Jahre ebenso wie auf der anschließenden Strecke Völklingen–Hostenbach–Überherrn die Fahrleitung abgebaut. Am 11. November 1999 genehmigte das Eisenbahn-Bundesamt dem Infrastrukturbetreiber DB Netz die Stilllegung dieser Teilstrecke, die zum 1. März 2000 vollzogen wurde. Auf Initiative eines Großkunden in Überherrn wurde die Verbindung jedoch 2003 wieder reaktiviert und wird seither mehrmals wöchentlich von Ganzzügen mit fabrikneuen Pkw befahren.

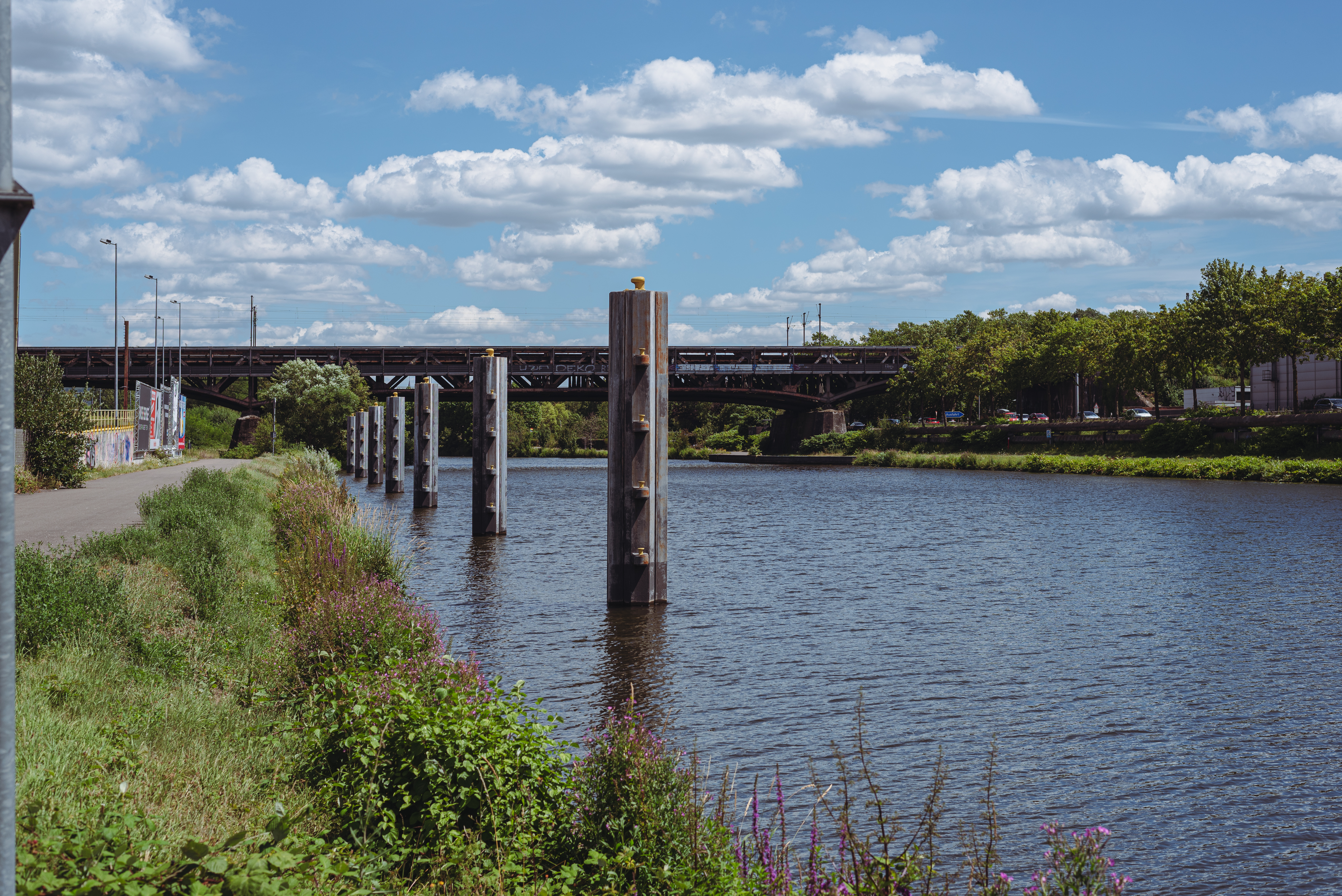
Die Schanzenbergbrücke, über welche die Bahn die Saar überquert

Bis 2006 verkehrte anlässlich der Saarmesse und der Welt der Familie zwischen der Haltestelle Römerkastell, dem Saarbrücker Messebahnhof und dem Bahnhof Fürstenhausen die als Messelinie bezeichnete Linie S2 der Saarbahn (Stadtbahn Saarbrücken) im 30-Minuten-Takt.
Des Weiteren verkehrte bis 2005 auch die Linie S3 (Warndtlinie) während des jährlich stattfindenden Warndt-Weekends im 60-Minuten-Takt ebenfalls über die Rosseltalbahn. Nach Stilllegung der Grube Warndt ist auch der Saarbahnbetrieb gefährdet. Von Fürstenhausen bis zur Grube Warndt wurde die Oberleitung bereits abgebaut.
Von 2007 bis 2012 wurden vom Bahnhof Großrosseln (Start und Ziel) unter dem Namen Warndt-Express Draisinenfahrten angeboten. Gefahren wurde an Wochenenden und Feiertagen mit Fahrraddraisinen auf dem Streckenabschnitt Karlsbrunn (Brücke) – Großrosseln – Wehrden (Hallerbrücke). 2012 wurde dieser Draisinenverkehr wieder eingestellt.
Die Interessengemeinschaft Warndt- und Rosseltalbahn plante die Einrichtung eines Museumsbahnbetriebs sowohl auf der Warndt- als auch auf der Rosseltalbahn. Hierzu sollten zunächst Freischneidearbeiten zwischen Fürstenhausen und der Grube Warndt durchgeführt werden. Noch unklar war jedoch die Finanzierung des Vorhabens.
Ende 2024 stellte die saarländische Verkehrsministerin Petra Berg auf der Landespressekonferenz eine Machbarkeitsstudie zur Reaktivierung von fünf stillgelegten Bahnstrecken im Saarland vor. Die Rossel- und Bisttalbahn wurden dabei gemeinsam betrachtet. Untersucht wurden sowohl die Variante eines Saarbahn- oder eines S-Bahn-Betriebes, wobei der S-Bahn-Variante vorzug gewährt wurde, da die Einführung der zusätzlichen Linien zu einer zu dichten Taktung im Bereich Malstatt führen würde. Geplant ist ein Zugpaar zweimal stündlich von Saarbrücken nach Großrosseln zu führen, sowie eine stündliche Verbindung von Saarbrücken nach Überherrn, verstärkt mit einer zusätzlichen Verbindung pro Stunde von Völklingen. Mit ersten Zügen ist nicht vor 2032 zu rechnen.